# 喬伊定律 (天文學)
喬伊定律（Joy's Law）在天文學中是描述太陽黑子傾斜的傾向。即前導黑子會比後隨黑子更靠近太陽的赤道，並且隨著緯度的增加，其傾斜越大。喬伊定律為太陽發電機行動中的"阿爾法效應"提供了觀測上的支援。這個定律是以阿爾弗雷德·哈裡森·喬伊的名字命名。